# 昆童虫
昆童虫 （こんどうむ、kondom、2月18日 - ）は、日本の成年漫画家。本名非公開。茨城県出身。妻は同じ漫画家仲間である「とりマイア」。
代表作は『ボンデージフェアリーズ』。代表作を含めて、昆虫や両生類・爬虫類といった人間以外の生物を題材にしたものが多い。

## 作品リスト
成人向け単行本
- 『インセクト・ハンター』 1990年2月20日発行[2] 久保書店（ワールドコミックススペシャル） ISBN 4-7659-0262-5
都条例で発売禁止となる。
- 『ボンデージフェアリーズ』 1993年4月5日発行[2] 久保書店（ワールドコミックススペシャル） ISBN 4-7659-0365-6
  - 『ボンデージフェアリーズ Vol.1』 1998年11月25日発行[2] 久保書店（ワールドコミックススペシャル） ISBN 4-7659-0861-5

カバーが新しくなっただけで内容は同じもの。
- 『フェアリーフェティッシュ』 1993年10月20日発行[2] 久保書店（ワールドコミックススペシャル） ISBN 4-7659-0388-5
『インセクト・ハンター』が都条例で発売禁止になったためタイトルとカバーを変えて発売したもの。
- 『ボンデージフェアリーズ2』 1994年11月25日発行[2] 久保書店（ワールドコミックススペシャル） ISBN 4-7659-0412-1
  - 『ボンデージフェアリーズ Vol.2』 1998年12月25日発行[2] 久保書店（ワールドコミックススペシャル） ISBN 4-7659-0862-3

カバーが新しくなっただけで内容は同じもの。
- 『ボンデージフェアリーズ3』 1995年9月25日発行[2] 久保書店（ワールドコミックススペシャル） ISBN 4-7659-0446-6
  - 『ボンデージフェアリーズ Vol.3』 1999年1月25日発行[2] 久保書店（ワールドコミックススペシャル） ISBN 4-7659-0863-1

カバーが新しくなっただけで内容は同じもの。
- 『フェアリー・クリニック』 2004年11月10日発行[2] 久保書店（ワールドコミックスMAX） ISBN 4-7659-2449-1
- 『本当はエロいおとぎ話』 2005年7月20日発行[2] 久保書店（ワールドコミックススペシャル） ISBN 4-7659-0926-3
- 『ボンデージフェアリーズ【残忍姉妹】』 2006年3月10日発行[2] 久保書店（ワールドコミックスMAX） ISBN 4-7659-2477-7
新装版。既刊『ボンデージフェアリーズ』と『フェアリーフェティッシュ』からの短篇7本を合わせた再編集本。